# Pandušašša
Pandušašša era una hija del rey persa Darío I (reinado: 549-485 a. C.). Es únicamente mencionada en las Tablillas de la Fortaleza de Persépolis (documentos administrativos en elamita). En la tablilla PF 784 recibe una ración de 60 cuartos de harina, una cifra alta. Es mujer de cierto Bakašakka, llamado "yerno del rey" en otra tablilla (PF-NN 1556), tal vez identificable con un comandante persa llamado Basaces por Heródoto. 